# ورزشگاه الشارجه
ورزشگاه الشارجه یک ورزشگاه چند منظوره است که در شهر شارجه پایتخت فرهنگی امارات متحده عربی قرار داد. بیشتر استفاده این ورزشگاه بازی فوتبال است. این ورزشگاه ورزشگاه خانگی الشارجه است و گنجایش آن ۲۰,۰۰۰ نفر است.